# بیگانگان زیرشیروانی
بیگانگان زیرشیروانی (انگلیسی: Aliens in the Attic) یک فیلمیشن (انگلیسی: animated film) علمی‌ تخیلی کمدی آمریکایی تولید سال ۲۰۰۹ می‌باشد.